# ロシア資本主義論争
ロシア資本主義論争（ロシアしほんしゅぎろんそう）とは、狭い意味では、1890年代にロシアのマルクス主義者ゲオルギー・プレハーノフが、ナロードニキの理論家を相手に行ったロシアにおける資本主義に関する論争である。争点は2つあり、
1. ロシアは資本主義の段階に入っているかどうか
2. ロシアは資本主義を経ることなしに、社会主義を実現することができるか

ということに関してだった。プレハーノフらマルクス主義者は、1については「イエス」、
2については「ノー」と答え、ナロードニキたちはその逆であった。
この論争は、双方が資本主義の現実を拒否していたことで共通し、さらにドイツ社会主義の権威であった晩年のエンゲルスがどちらにも荷担できなかったことでややこしいものとなる。プレハーノフの亡命先であるヨーロッパから、ロシア本国へと論争は飛び火し、革命家たちを二分化する。若き日のレーニンは流刑先で『ロシアにおける資本主義の発達』を執筆し、ロシア・マルクス主義のホープとして認められるのである。1900年代に入り、マルクス主義者はロシア社会民主労働党を、ナロードニキたちはエスエルをそれぞれ創設し、政治集団としても袂を分かつ。